# Пюи дьо Дом (департамент)
Пюи-дьо-Дом (на френски: Puy-de-Dôme) е департамент в регион Оверн-Рона-Алпи, централна Франция. Образуван е през 1790 година от северните части на провинция Оверн. Площта му е 7970 км², а населението – 649 819 души (2016). Административен център е град Клермон-Феран.